# Ledebouria inquinata
Ledebouria inquinata là một loài thực vật có hoa trong họ Măng tây. Loài này được (C.A.Sm.) Jessop mô tả khoa học đầu tiên năm 1970.